# Nemapteryx armiger
Nemapteryx armiger és una espècie de peix de la família dels àrids i de l'ordre dels siluriformes.

## Morfologia
- Els mascles poden assolir 39,5 cm de longitud total.[1][2]

## Alimentació
Menja gambes i d'altres crustacis, peixos, insectes aquàtics, matèria vegetal i escates de peixos.

## Hàbitat
És un peix bentopelàgic i de clima tropical.

## Distribució geogràfica
Es troba al nord d'Austràlia i el sud de Nova Guinea.